# Delphi Indy 200
Delphi Indy 200 (no Brasil: Grande Prêmio da Flórida) foi disputado até 2000 pela IRL, no Disney World Speedway‎.

## Vencedores

### Indy Racing League
| Ano  | Data          | Nome da corrida                          | Vencedor          | Chassis | Motor  | Detalhes |
| ---- | ------------- | ---------------------------------------- | ----------------- | ------- | ------ | -------- |
| 1996 | 27 de Janeiro | Indy 200 at Walt Disney World by Aurora  | Buzz Calkins      | Reynard | Ford   | Detalhes |
| 1997 | 25 de Janeiro | Indy 200 at Walt Disney World by Aurora  | Eddie Cheever Jr. | G-Force | Aurora | Detalhes |
| 1998 | 24 de Janeiro | Indy 200 at Walt Disney World by Aurora  | Tony Stewart      | G-Force | Aurora | Detalhes |
| 1999 | 24 de Janeiro | TransWorld Diversified Services Indy 200 | Eddie Cheever Jr. | Dallara | Aurora | Detalhes |
| 2000 | 29 de Janeiro | Delphi Indy 200                          | Robbie Buhl       | Dallara | Aurora | Detalhes |